# USS Douglas (PGM-100)
L'USS Douglas (PGM-100) est un patrouilleur américain de la classe Asheville, en service de 1971 à 1977. 